# Familie Couperin

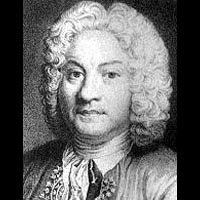
François Couperin, uit de familie Couperin.

De Familie Couperin is een Frans geslacht van componisten uit de 17de eeuw.
Sommigen leden waren aan het hof verbonden, maar allen getuigen van een buitengewone muzikaliteit. Hun muziek is een mooi voorbeeld van Franse Barokmuziek voor klavierinstrumenten (klavecimbel en pijporgel). De beroemdste leden van de familie, op grond van hun muzikale prestaties, zijn Louis Couperin en François Couperin, bijgenaamd Le Grand. Armand-Louis Couperin, achterneef van François Couperin, heeft eveneens een muzikaal oeuvre nagelaten.
De Couperins, Louis Couperin als eerste, zijn gedurende bijna twee eeuwen de organisten van de kerk Saint-Gervais-Saint-Protais in Parijs geweest.

## Stamboom van de familie Couperin
- Mathurin Couperin, gestorven in 1640, agrariër, bespeler van muziekinstrumenten 
  - Denis, gestorven in 1656, notaris, bespeler van muziekinstrumenten
  - Charles l'Ancien, gestorven in 1654, bespeler van muziekinstrumenten
    - Louis (1626-1661), klavecinist en organist van de Saint-Gervais en gambist
    - François (1631-1701), musicus, gehuwd met Louise Bongard:
      - Marguerite-Louise (1676-1728), zangeres;
      - Marie-Anne (1677 - ?)
      - Nicolas (1680-1748), organist van de Saint-Gervais, gehuwd in 1723 met Marie-Françoise Dufort de La Coste: 
        - Armand-Louis (1727-1789), organist van de Saint-Gervais: 
          - Pierre-Louis (1755-1789), organist van de Saint-Gervais;
          - Gervais-François (1759-1826), organist van de Saint-Gervais, gehuwd in 1792 met Hélène-Narcisse Frey:
            - Céleste-Thérèse (1795-1860), organiste

          - Antoinette-Victoire gehuwd met Auguste-Pierre-Marie Soulas.

    - Elisabeth (1636-?), echtgenote van Marc Normand: 
      - Marc-Roger (1663-1734), organist aan het hof van de hertog van Savoie.

    - Charles (1639-1679), organist van de Saint-Gervais: 
      - François, bijgenaamd Le Grand, organiste van de Saint-Gervais (1668-1733), gehuwd met Marie-Anne Ansault 
        - Marie-Madeleine (1690-1742) non, organiste;
        - François-Laurent (gestorven na 1740);
        - Marguerite-Antoinette (1705-1778), klaveciniste aan het hof